# Miguel de Toro
Miguel de(l) Toro Domínguez (Sevilla, 1993. augusztus 16. –) világbajnok és Európa-bajnoki ezüstérmes és Európa-kupa bronzérmes spanyol válogatott vízilabdázó, a Ferencvárosi TC centere.

### Eredmények

#### Klubcsapattal
- Bajnokok Ligája
  - győztes: 2025
- LEN-szuperkupa
  - győztes: 2024[1]
- Magyar bajnokság
  - Aranyérmes: 2025
- Magyar kupa
  - győztes: 2024

#### Válogatottal

##### Spanyolország
- világbajnokság: 
  - Aranyérmes: 2022, 2025
  - Ezüstérmes: 2019
- Európa-bajnokság: Ezüstérmes: Barcelona, 2018
- Európa-kupa: Bronzérmes: Zágráb, 2019